# Ischnotoma delpontei
Ischnotoma delpontei är en tvåvingeart som först beskrevs av Alexander 1929.  Ischnotoma delpontei ingår i släktet Ischnotoma och familjen storharkrankar. Inga underarter finns listade i Catalogue of Life.